# Le secret de l'acier
Le secret de l'acier è un cortometraggio del 1908 diretto da Henri Andréani.